# 五路通街
39°57′29″N 116°22′54″E / 39.95803160000001°N 116.3816472°E
五路通街是北京市西城区东北部的一条街。

## 简介
五路通街东起人定湖公园，西至德胜门外大街。据说，该街中段原有一所小庙，四周有小路互通，故名五路通。此外还有一说称，有五个路口，故名五路通。1965年，将位于路北的“火神庙”并入。火神庙即长泰寺。《日下旧闻考》卷一百七载：“长泰寺，俗名火神庙，本朝初年所建。有碑二，无字。其旧址不可考。殿内磬一，明万历乙未年造；炉一，天启五年造。钟楼有铜钟一，万历己酉年造。”可知长泰寺约建于清朝初年。但是实际上，长泰寺并非清朝新创，而可能是明朝已有，清朝重建，因该寺香炉、钟磬铭文均为明朝。 